# Дехлоран
Дехлора́н (перс. دهلران‎) — город на западе Ирана, в провинции Илам. Административный центр шахрестана Дехлоран.
На 2006 год население составляло 27 602 человека.
| 1991   | 1996   | 2006   | 2010   |
| ------ | ------ | ------ | ------ |
| 13 546 | 23 492 | 27 602 | 30 118 |

Альтернативные названия: Дехлуран (Deh Luran), Дехлован (Deh Lovan).

## География
Город находится на юго-западе Илама, в 25 километрах от ирано-иракской границы, в предгорьях западного Загроса, на высоте 178 метров над уровнем моря.
Дехлоран расположен на расстоянии приблизительно 125 километров к юго-востоку от Илама, административного центра провинции и на расстоянии 490 километров к юго-западу от Тегерана, столицы страны. Недра окрестностей города богаты нефтью и природным газом.